# Otto Szász
Otto Szász (Hungria, 11 de dezembro de 1884 — Cincinnati, 19 de dezembro de 1952) foi um matemático húngaro.
Trabalhou com análise real, particularmente com séries de Fourier. Provou o teorema de Müntz–Szász e introduziu o operador de Szász–Mirakyan. A Sociedade Matemática János Bolyai concedeu-lhe o Prêmio Julius König em 1939.

## Publicações
- Szász, Otto (1955), Collected mathematical papers, Department of mathematics, University of Cincinnati, Cincinnati, Ohio,